# Lazarus Kaimbi
Lazarus Kaimbi (sinh ngày 12 tháng 8 năm 1988) là một tiền đạo và hiện đang là cầu thủ của Suphanburi. Kaimbi gia nhập câu lạc bộ Nam Phi Jomo Cosmos từ Ramblers FC Namibia vào tháng 11 năm 2006. Anh ghi hai bàn trong chiến thắng của Namibia trước đối thủ Djibouti trong vòng đầu tiên của vòng loại World Cup 2014 vào tháng 11 năm 2011.

## Bàn thắng quốc tế
| #  | Thời gian            | Địa điểm                     | Đối thủ  | Tỉ số | Kết quả | giải đấu                                                      |
| -- | -------------------- | ---------------------------- | -------- | ----- | ------- | ------------------------------------------------------------- |
| 1. | 11 tháng 11 năm 2011 | Thành phố Djibouti, Djibouti | Djibouti | 0-4   | Thắng   | Vòng loại giải vô địch bóng đá thế giới 2014 khu vực châu Phi |
| 2. | 15 tháng 11 năm 2011 | Katutura, Namibia            | Djibouti | 4-0   | thắng   | Vòng loại giải vô địch bóng đá thế giới 2014 khu vực châu Phi |
| 3. | 15 tháng 11 năm 2011 | Katutura, Namibia            | Djibouti | 4-0   | Thăng   | Vòng loại giải vô địch bóng đá thế giới 2014 khu vực châu Phi |

## Danh hiệu
Bangkok Glass
- Thai FA Cup Á quân (1): 2013